# Пінчуки (Білоцерківський район)
Пінчуки́ — село в Україні, у Гребінківській селищній громаді Білоцерківського району Київської області. Населення — 614 осіб.

## Історія
Заснування населеного пункту Пінчуки припало на кінець X — початок XI ст. (950–1015) і було пов'язано з боротьбою Великого князівства Київського з печенігами.
Великий князь Київський Володимир, зміцнюючи свою державу, створював військові поселення. Одним із них були Пінчуки, розташовані колись у вирубаній діброві, а тому назва походить від пнів зрубаних дерев — Пеньчуки.
1922 року тут виорали горщик із срібними монетами, на яких було зображення князя Володимира. Ця знахідка підтверджує версію про заснування князем військового поселення Пеньчуки (Пінчуки).
1159 — грамотою Великого князя (1155–1159) Юрія Довгорукого поселення Пінчуки віддане Київському Печерському монастирю, який володів ним до середини XVI ст.
На початку 2-ї половини XVI ст. литовський князь Сигізмунд Август віддав поселення Пінчуки у власність пану Чернієвському, який володів ним до 2-ї чверті XVII ст.. Таким чином село потрапило в кріпосну залежність.
Пан Чернієвський заснував фільварок і поставив свого економа, який стягував із селян натуральний податок (зерно, мед, птицю тощо). У XVII ст. селяни відробляли панщину по 1-2 дні на тиждень.
Натуральне господарство замінилося на грошове. 1765 року Білоцерківське староство, у володіння якого перейшли Пінчуки (92 двори, 470 осіб) після розгрому Васильківщини кримськими татарами (1640), одержувало від села грошових прибутків 1932 золотих і від корчми — 3000 золотих.
Грамотою короля Станіслава Августа Понятовського від 13 грудня 1774 року Пінчуки були подаровані графові Ксаверію Браницькому, нащадки якого володіли селом до 1861 року, а фільварком — до 1918-го.
1786 — селяни Пінчуків убили орендаря корчми.
9 серпня 1861 — Київське «присутствіе» писало до з'їзду мирових посередників, що селяни Пінчуків відмовляються виконувати свої повинності і що «свавілля» селян досягло «надзвичайних розмірів».
1880-ті рр. — в селі здійнявся бунт проти намірів графині Браницької погіршити умови життя селян, та він був жорстоко придушений.
Метричні книги, клірові відомості, сповідні розписи церкви Різдва Пресвятої Богородиці с. Пінчуки Гребінківської волості Васильківського пов. Київської губ. зберігаються в ЦДІАК України.
Під час організованого радянською владою Голодомору 1932—1933 років помер щонайменше 301 житель села.

## Населення

### Мова
Розподіл населення за рідною мовою за даними перепису 2001 року:
| Мова       | Кількість | Відсоток |
| ---------- | --------- | -------- |
| українська | 597       | 97.23%   |
| російська  | 17        | 2.77%    |
| Усього     | 614       | 100%     |

## Кузня філософа Михайлюка
22 травня 1941 року в Пінчуках, у Якова Карповича та Василини Пилипівни Михайлюків, народився син Микола. Усього в сім'ї було восьмеро дітей — п'ять братів і три сестрички. Шестикласником хлопчина виявився за найстаршого, і щоб прогодувати всіх, він сам побудував в обійсті кузню. Виготовляв сапи, лопати, стамески, рубанки, фуганки, інші металеві вироби. Тільки завдяки його заробіткам сім'я пережила голод 1947 року.
Микола Якович 1969 року закінчив філософський факультет Київського університету імені Т. Шевченка. Навчався в аспірантура Інституту філософії Академії наук. Захистив кандидатську дисертацію. Працював начальником відділу Міністерства вищої і середньої спеціальної освіти (1969—1974) рр.
З 1980 року — викладач, завідувач кафедри, проректор, учений секретар, перший проректор Національної художньої академії.
Помер 20 листопада 2011 року. Похоронений у селі Пінчуки.

## Галерея

Пінчуківська сільрада
Церква Різдва Пресвятої Богородиці